# Dicranopteron palmasetorum
Dicranopteron palmasetorum är en tvåvingeart som beskrevs av Ronald Henry Lambert Disney 1994. Dicranopteron palmasetorum ingår i släktet Dicranopteron och familjen puckelflugor. Inga underarter finns listade i Catalogue of Life.